# Sp.a rood
Sp.a rood was een georganiseerde, linkse tendens binnen de Vlaamse politieke partij sp.a, opgericht in Antwerpen op 9 november 2005. Motto van de beweging is "socialistische herbronning".
Voortrekker is Erik De Bruyn. Hij publiceerde het boek Rooddruk voor een nieuw socialisme.

## Ontstaan
Sp.a rood ontstond uit het verzet tegen het Generatiepact van oktober 2005. De beweging streeft "verlinksing van de partij", en versterking van de band met de vakbonden (vooral het ABVV).
Op dinsdag 21 maart 2006 besloot de sp.a-afdeling Jette zich aan te sluiten bij sp.a rood.
Bij de Vlaamse verkiezingen in 2009 stonden enkele leden van sp.a rood op de sp.a-lijsten. De Bruyn zelf haalde een relatief goede score, maar raakte - net als de andere leden van sp.a rood - toch niet verkozen.
Hoewel De Bruyn vaak ingaat tegen het partijstandpunt, hamert hij er telkens op dat hij geen afsplitsing wil van de sp.a, i.t.t. het Comité voor een Andere Politiek.

## Programma
In het sociaal-economische debat wil de strekking in de eerste plaats opnieuw de stem van de basis laten doorklinken.
Ze vinden dat sp.a moet breken met het neoliberaal beleid en kiezen voor de oppositie tegen een systeem waarin de welvaart en het welzijn van de werknemers als pasmunt dient in de internationale concurrentiestrijd.
Daartoe willen ze:
1. een volledige vrijwaring van het stakingsrecht, als enig drukkingsmiddel waarover de werknemers beschikken;
2. opnieuw een echte, volwaardige index;
3. een afschaffing van de loonnorm;
4. een halt toeroepen aan loonlastenverlagingen als cadeau aan de werkgevers;
5. dat er wordt geluisterd naar de vakbondsvoorstellen, ook als het gaat om de financiering (en de redding) van de sociale zekerheid: vermogensbelasting, belasting op de winsten en de kapitaaltransacties;
6. échte arbeidsherverdeling, zonder inleveringen;
7. een debat over de vraag of de economie die socialisten willen - een economie met respect voor mens en milieu - binnen een neoliberale en kapitalistische context wel te realiseren is;
8. een partijdiscipline op basis van interne democratie... zowel wat de bepaling van het programma, de standpunten, als de lijstvorming betreft;
9. opnieuw socialistische werknemersvertegenwoordigers in de parlementen.

## Breuk met de sp.a
Op 24 april 2011 kondigde Eric De Bruyn echter aan dat hij alsnog uit de sp.a stapt, en een nieuwe politieke beweging opricht onder de naam "Rood!". Het programma van deze beweging zal zich volgens De Bruyn links van de sp.a situeren: "De mensen die wachten op een duidelijk links politiek antwoord op de crisis, zitten nog altijd op hun honger, want de sp.a geeft dat antwoord niet."